# ناشتيتن
ناشتتن (بالألمانية: Nastätten) هي بلدة ألمانية تقع في ألمانيا في Verbandsgemeinde Nastätten. يقدر عدد سكانها بـ 4,262 نسمة.

## أعلام
- روبرت فاغنر
- ماتياس غروس